# マキタスポーツ 土曜もキキマスター!
「マキタスポーツ 土曜もキキマスター!」（マキタスポーツどようもキキマスター!）は、ニッポン放送で2014年10月4日から開始されたラジオの生ワイド番組。マキタスポーツの冠番組。

## 概要
「大谷ノブ彦 キキマス!」のスピンオフ番組として、その番組の出演者の一人である、マキタスポーツがパーソナリティを務める音楽番組。
コンセプトは「マキタスポーツ的音楽番組」。
マキタスポーツがニッポン放送で冠番組を持つのはこれが初めてとなる。

## 放送時間
- 毎週土曜 19時 - 21時

## パーソナリティ
- マキタスポーツ

## 中継リポーター
以下の3人が週交代で1人ずつ出演する。
- 猪鼻ちひろ
- 早瀬かな
- 原アンナ

## つながれ国産小麦の輪！〜おらが故郷（クニ）の小麦自慢〜
- 2014年11月8日から、2015年2月8日まで放送されたフロート番組。パーソナリティは森脇健児。関東(ニッポン放送)、関西(ABCラジオ)、福岡(KBCラジオ)を結び、各地の小麦麺や麺料理の紹介を通じて、国産小麦をアピールする[3]。
- なお、ABCでは「堀江政生のほりナビ!!」、KBCでは「居酒屋 清子」のフロート番組として放送された。ただし、ニッポン放送で本番組を放送している間の地方ネット局の対応は不明。

## ネット局
特別番組・野球中継のため休止の場合有り。
- ニッポン放送 毎週土曜日19:00 - 21:00（制作局）
- 茨城放送 毎週土曜日19:00 - 21:00
- 信越放送 毎週土曜日19:00 - 20:00
- 山梨放送 毎週土曜日19:00 - 21:00
- 北日本放送 毎週土曜日19:00 - 21:00
- 福井放送 毎週土曜日19:00 - 21:00
- 東海ラジオ 毎週土曜日19:00 - 20:00